# Журавлёв, Павел Николаевич
Павел Николаевич Журавлёв (22 июля 1887 года, Александровский Завод — 23 февраля 1920 года, Александровский Завод) — советский военный деятель, лидер партизанского движения в Забайкалье во время Гражданской войны в России.

## Биография
Родился 22 июля 1887 года в Александровском Заводе в бедной казачьей семье. С двенадцатилетнего возраста работал на золотых приисках. В 1915 году был призван в ряды Русской императорской армии. Участвовал в Первой мировой войне, воевал на Румынском фронте. Был дважды ранен, после чего его перевели в запасной полк на Дону, из которого он дезертировал в 1917 году.
После 1917 года вернулся в Забайкалье, вступил в партию большевиков. В апреле 1918 года был назначен командиром полка Красной Армии, сражавшегося против войск атамана Семенова. После поражения бежал в Амурскую область, воспользовавшись поддельными документами на фамилию Кудрин. Год скрывался от семёновской контрразведки, готовил создание партизанских отрядов.
21 апреля 1919 года Журавлев был избран командующим новообразованным Восточно-Забайкальским фронтом. Участвовал в битве при Богдати. 19 февраля 1920 года он был смертельно ранен у села Молодовское под Сретенском, через четыре дня скончался в партизанском госпитале. Похоронен в братской могиле в его родном Александровском Заводе.

## Память
Его именем названы улицы в Чите, Александровском Заводе, Борзе и ряде других населённых пунктах. В Чите установлена мемориальная доска.